# Mistrzostwa Europy w Lekkoatletyce 2012 – sztafeta 4 × 400 m mężczyzn
Sztafeta 4 × 400 metrów mężczyzn – jedna z konkurencji rozegranych podczas lekkoatletycznych mistrzostw Europy na Stadionie Olimpijskim w Helsinkach.

## Terminarz
| Data       | Godzina |            |
| ---------- | ------- | ---------- |
| 30 czerwca | 20:25   | Eliminacje |
| 1 lipca    | 19:45   | Finał      |

## Rezultaty

### Eliminacje
| Poz. | Bieg | Tor | Reprezentacja   | Zawodnicy                                                               | Czas    | Uwagi |
| ---- | ---- | --- | --------------- | ----------------------------------------------------------------------- | ------- | ----- |
| 1    | 2    | 6   | Belgia          | Nils Duerinck, Antoine Gillet, Jente Bouckaert, Kévin Borlée            | 3:05.29 | Q     |
| 2    | 2    | 8   | Czechy          | Daniel Němeček, Pavel Maslák, Josef Prorok, Jakub Holuša                | 3:05.41 | Q     |
| 3    | 1    | 2   | Wielka Brytania | Luke Lennon-Ford, Michael Bingham, Conrad Williams, Nigel Levine        | 3:05.50 | Q     |
| 4    | 1    | 5   | Polska          | Kamil Budziejewski, Jan Ciepiela, Michał Pietrzak, Piotr Wiaderek       | 3:05.69 | Q     |
| 5    | 1    | 3   | Niemcy          | Jonas Plass, Kamghe Gaba, Niklas Zender, Thomas Schneider               | 3:05.71 | Q     |
| 6    | 2    | 7   | Ukraina         | Mychajło Knysz, Ołeksij Riemień, Jewhen Hucoł, Wołodymyr Burakow        | 3:06.12 | Q     |
| 7    | 2    | 4   | Holandia        | Joeri Moerman, Bram Peters, Dennis Spillekom, Youssef El Rhalfioui      | 3:06.15 | q     |
| 8    | 1    | 6   | Francja         | Teddy Venel, Naman Keïta, Marc Macédot, Mame-Ibra Anne                  | 3:06.44 | q     |
| 9    | 1    | 4   | Włochy          | Lorenzo Valentini, Isalbet Juarez, Andrea Barberi, Claudio Licciardello | 3:08.78 |       |
| 10   | 2    | 3   | Hiszpania       | Roberto Briones, Mark Ujakpor, David Testa, Samuel Garcia               | 3:09.11 |       |
| 11   | 1    | 8   | Rosja           | Jegor Kibakin, Aleksiej Kenig, Maksim Aleksandrenko, Nikita Ugłow       | 3:09.94 |       |
| 12   | 2    | 2   | Finlandia       | Petteri Monni, Ville Wendelin, Oskari Mörö, Jani Koskela                | 3:10.26 |       |
| 13   | 1    | 7   | Turcja          | Mehmet Güzel, Halit Kiliç, Bugra Han Kocabeyoglu, Yavuz Can             | 3:11.44 |       |
| 14   | 2    | 5   | Węgry           | Tibor Kása, Zoltán Kovács, Dávid Bartha, Máté Lukács                    | 3:11.79 |       |
|      | 1    | 1   | Irlandia        | Brian Murphy, David Gillick, Tim Crowe, Jason Harvey                    | DQ      |       |

### Finał
| Poz. | Tor | Reprezentacja   | Zawodnicy                                                            | Czas    | Uwagi |
| ---- | --- | --------------- | -------------------------------------------------------------------- | ------- | ----- |
|      | 6   | Belgia          | Antoine Gillet, Jonathan Borlée, Jente Bouckaert, Kévin Borlée       | 3:01.09 | EL    |
|      | 5   | Wielka Brytania | Nigel Levine, Conrad Williams, Robert Tobin, Richard Buck            | 3:01.56 |       |
|      | 7   | Niemcy          | Jonas Plass, Kamghe Gaba, Eric Krüger, Thomas Schneider              | 3:01.77 |       |
| 4    | 4   | Polska          | Piotr Wiaderek, Jan Ciepiela, Marcin Marciniszyn, Kacper Kozłowski   | 3:02.37 |       |
| 5    | 3   | Czechy          | Daniel Němeček, Pavel Maslák, Josef Prorok, Jakub Holuša             | 3:02.72 | NR    |
| 6    | 1   | Francja         | Teddy Venel, Toumane Coulibaly, Marc Macédot, Yannick Fonsat         | 3:03.04 |       |
| 7    | 8   | Ukraina         | Ołeksij Riemień, Stanisław Melnykow, Jewhen Hucoł, Wołodymyr Burakow | 3:04.56 |       |
| 8    | 2   | Holandia        | Joeri Moerman, Bram Peters, Dennis Spillekom, Youssef El Rhalfioui   | 3:05.68 |       |